# Unkei
Unkei (1151 – 3 gennaio 1224) è stato uno scultore giapponese.

## Biografia
Si hanno poche notizie sulla sua vita. Era probabilmente figlio, e sicuramente allievo, del busshi (scultore di immagini buddiste) Kōkei.
Vissuto in un'era di transizione sia storica che artistica della vita giapponese, conferì una fisionomia stilistica al periodo Kamakura, in collaborazione con Kaikei, anch'egli famoso scultore e allievo di Kōkei. Entrambi abbandonarono lo stile del periodo Heian, che era stato del loro maestro e che inizialmente avevano seguito.